# Wuustwezel
Wuustwezel è un comune belga di 18 605 abitanti nelle Fiandre (Provincia di Anversa).

## Suddivisioni
Il comune è costituito dai seguenti distretti:
- Wuustwezel
- Loenhout